# Baudolino
Baudolino est un roman historique d’Umberto Eco paru en 2000 (traduit en français en 2002 par Jean-Noël Schifano) qui prend place au XIIe siècle dans le Piémont italien. Il met en scène Baudolino, un jeune garçon fabulateur, qui croise le destin de l’empereur Frédéric Barberousse. Les mensonges de Baudolino prennent alors une dimension historique et l’entraînent dans des aventures qui le conduisent au pillage de Constantinople pendant la quatrième croisade (1204), sur les traces du Graal et à la recherche du royaume du prêtre Jean.

## Résumé
Le héros éponyme est né en 1141 dans le sud du Piémont, et il est adopté, adolescent, par le futur empereur Frédéric Barberousse. C'est là le point de départ du récit, dont le cadre est la narration que Baudolino fait de sa vie, soixante ans plus tard, au dignitaire et historien byzantin Nicétas Choniatès.
Les vingt-cinq premiers chapitres sont organisés comme un roman historique : Baudolino est le témoin des grands événements de son temps, du couronnement de Frédéric au sac de Constantinople par les croisés, en passant par la bataille de Legnano et le départ de la troisième croisade. Umberto Eco imagine des circonstances parfois assez rocambolesques mais toujours amusantes qui font que Baudolino est à l'origine de toute sorte d'événements ou de légendes bien connus ; un peu comme les personnages dans  Le Pendule de Foucault, il est un menteur dont les mensonges deviennent réalité, tout comme l'auteur Umberto Eco arrive à nous faire croire à ses imaginations.
| Umbrella Foot | Devil Man  |
| Headless | Large Ears |
| Divers personnages étranges cités dans le roman tels qu'ils apparaissent dans la Chronique de Nuremberg en 1493. En partant de l'image du haut à gauche et en se déplaçant dans le sens des aiguilles d'une montre sont représentés : un sciapode, un satyre, un panotéen et un blemmye. |            |

Les dix ou onze chapitres suivants sont assez différents : ils évoquent le voyage qu'auraient fait Baudolino et quelques compagnons à la recherche du légendaire Prêtre Jean ou en quête du Gradale, ou Graal. Enfin, la fin du livre dénoue plusieurs fils laissés apparemment abandonnés dans le cours du récit.
Dans l'ensemble de l'œuvre, des faits historiques racontés avec précision se mêlent à une imagination proche des Mille et Une Nuits (comme les voyages de Sindbad) et des thèmes de romans d'aventures, (ici à proprement parler picaresques), voire policiers. Il s'inspire de personnages authentiques, comme le poète Abdul dont les poèmes et l’histoire d'amour impossible sont ceux du troubadour Jaufré Rudel, notamment le poème L’Amor de Lonh. Il reprend également l'histoire célèbre des Nizârites.
Comme toujours, Umberto Eco adore reprendre des éléments linguistiques et historiques spécifiquement piémontais, ou lancer quelques piques sur le monde étudiant qu’il connaît bien.

## Erreur sur une forme verbale
En 2000, à 96 ans,  le linguiste italien Giuliano Bonfante intervient une ultime fois publiquement pour épingler une forme verbale fautive dans le roman,.